# Kysucko-oravská lesná železnica
| |                         |                         |                         |
| Kursbuchstrecke (ZSSK): | 910 (417)               |                         |                         |
| Streckenlänge: | 29,024 km               |                         |                         |
| Spurweite: | 760 mm (Bosnische Spur) |                         |                         |
| Maximale Neigung: | 73 ‰                    |                         |                         |
| Minimaler Radius: | 40 m                    |                         |                         |
| Streckengeschwindigkeit: | 8 km/h                  |                         |                         |
| |                         |                         |                         |
| \| \| 0,0 \| Oščadnica Píla \| Oščadnica Píla \| \| \| 10,0 \| Klubina \| Klubina \| \| \| \| Horáreň Klubina \| \| \| \| \| Za blatom \| \| \| \| 16,0 \| odb. Skriželné \| odb. Skriželné \| \| \| \| Horáreň Skriželné \| \| \| \| 20,4 \| \| \| \| \| \| Horáreň Harvelka \| \| \| \| \| Podháj \| \| \| \| 25,2 \| \| \| \| \| \| Rýcerky Belan \| \| \| \| 25,4 \| Vychylovka Kubátkovia \| Vychylovka Kubátkovia \| \| \| \| Skanzen Heizhaus \| \| \| \| 29,024 \| St. Chmúra \| St. Chmúra \| \| \| \| \| \| \| \| \| \| \| \| \| \| \| \| \| \| 25,82 \| Výhybňa Sedlo Beskyd \| Výhybňa Sedlo Beskyd \| \| \| 23,23 \| St. Tanečník \| St. Tanečník \| \| \| \| odb. Vysoká Magura \| \| \| \| 21,4 \| \| \| \| \| \| odb. Úšust I. \| \| \| \| 19,9 \| \| \| \| \| \| Horný Mlyn -Podrusnáčka \| \| \| \| 17,5 \| \| \| \| \| 13,0 \| \| \| \| \| \| Parná píla \| \| \| \| \| Furandová \| \| \| \| \| Ďaďový Bor \| \| \| \| 4,6 \| Krušetnica \| Krušetnica \| \| \| 0,0 \| Lokca \| Lokca \| |                         |                         |                         |
| Betriebs-/Güterbahnhof Streckenanfang (Strecke außer Betrieb) | 0,0                     | Oščadnica Píla          | Oščadnica Píla          |
| Abzweig geradeaus und nach links (Strecke außer Betrieb) · Strecke von rechts (außer Betrieb) | 10,0                    | Klubina                 | Klubina                 |
| Strecke (außer Betrieb) · Abzweig geradeaus und nach links (Strecke außer Betrieb) |                         | Horáreň Klubina         | Horáreň Klubina         |
| Strecke (außer Betrieb) · Betriebs-/Güterbahnhof Streckenende (Strecke außer Betrieb) |                         | Za blatom               | Za blatom               |
| Strecke von links (außer Betrieb) · Abzweig geradeaus und nach rechts (Strecke außer Betrieb) | 16,0                    | odb. Skriželné          | odb. Skriželné          |
| Betriebs-/Güterbahnhof Streckenende (Strecke außer Betrieb) · Strecke (außer Betrieb) |                         | Horáreň Skriželné       | Horáreň Skriželné       |
| Strecke von links (außer Betrieb) · Abzweig geradeaus und nach rechts (Strecke außer Betrieb) | 20,4                    |                         |                         |
| Abzweig geradeaus und nach links (Strecke außer Betrieb) · Strecke (außer Betrieb) |                         | Horáreň Harvelka        | Horáreň Harvelka        |
| Betriebs-/Güterbahnhof Streckenende (Strecke außer Betrieb) · Strecke (außer Betrieb) |                         | Podháj                  | Podháj                  |
| Abzweig geradeaus und nach links (Strecke außer Betrieb) · Strecke von rechts (außer Betrieb) | 25,2                    |                         |                         |
| Strecke (außer Betrieb) · Betriebs-/Güterbahnhof Streckenende (Strecke außer Betrieb) |                         | Rýcerky Belan           | Rýcerky Belan           |
| Betriebs-/Güterbahnhof Strecke bis hier außer Betrieb | 25,4                    | Vychylovka Kubátkovia   | Vychylovka Kubátkovia   |
| Blockstelle |                         | Skanzen Heizhaus        | Skanzen Heizhaus        |
| Spitzkehrbahnhof rechts | 29,024                  | St. Chmúra              | St. Chmúra              |
| |                         |                         |                         |
| |                         |                         |                         |
| |                         |                         |                         |
| Spitzkehrbahnhof links | 25,82                   | Výhybňa Sedlo Beskyd    | Výhybňa Sedlo Beskyd    |
| Betriebs-/Güterbahnhof Strecke ab hier außer Betrieb | 23,23                   | St. Tanečník            | St. Tanečník            |
| Strecke (außer Betrieb) · Betriebs-/Güterbahnhof Streckenanfang (Strecke außer Betrieb) |                         | odb. Vysoká Magura      | odb. Vysoká Magura      |
| Abzweig geradeaus und von links (Strecke außer Betrieb) · Strecke nach rechts (außer Betrieb) | 21,4                    |                         |                         |
| Strecke (außer Betrieb) · Betriebs-/Güterbahnhof Streckenanfang (Strecke außer Betrieb) |                         | odb. Úšust I.           | odb. Úšust I.           |
| Abzweig geradeaus und von links (Strecke außer Betrieb) · Strecke nach rechts (außer Betrieb) | 19,9                    |                         |                         |
| Betriebs-/Güterbahnhof Streckenanfang (Strecke außer Betrieb) · Strecke (außer Betrieb) |                         | Horný Mlyn -Podrusnáčka | Horný Mlyn -Podrusnáčka |
| Strecke nach links (außer Betrieb) · Abzweig geradeaus und von rechts (Strecke außer Betrieb) | 17,5                    |                         |                         |
| Abzweig geradeaus und von links (Strecke außer Betrieb) · Strecke von rechts (außer Betrieb) | 13,0                    |                         |                         |
| Strecke (außer Betrieb) · Betriebs-/Güterbahnhof Streckenende (Strecke außer Betrieb) |                         | Parná píla              | Parná píla              |
| Strecke (außer Betrieb) · Betriebs-/Güterbahnhof Streckenanfang (Strecke außer Betrieb) |                         | Furandová               | Furandová               |
| Strecke (außer Betrieb) · Dienststation / Betriebs- oder Güterbahnhof (Strecke außer Betrieb) |                         | Ďaďový Bor              | Ďaďový Bor              |
| Abzweig geradeaus und von links (Strecke außer Betrieb) · Strecke nach rechts (außer Betrieb) | 4,6                     | Krušetnica              | Krušetnica              |
| Betriebs-/Güterbahnhof Streckenende (Strecke außer Betrieb) | 0,0                     | Lokca                   | Lokca                   |

Die Kysucko-oravská lesná železnica, kurz KOLŽ, war eine schmalspurige Waldbahn in den Beskiden im Norden der Slowakei. In ihrer größten Ausdehnung erstreckte sich das Streckennetz über 61 Kilometer von Krásno nad Kysucou in der Region Kysuce über den Beskyd-Sattel bis Lokca in der Orava. Eine technische Besonderheit war ein Abschnitt mit mehreren Spitzkehren am Beskyd-Sattel, der nach der Stilllegung der Bahn im Jahr 1969 museal erhalten blieb und seit 1990 als Nationales Kulturdenkmal der Slowakei unter staatlichem Schutz steht.
Die Museumsbahn am Sedlo Beskyd ist heute als Historická lesná úvraťová železnica (HLÚŽ, deutsch: Historische Spitzkehrenwaldbahn) bzw. Waldbahn Vychylovka bekannt.

## Geschichte
Gefördert durch die industrielle Entwicklung auf dem Gebiet der heutigen Slowakei, stieg der Holzbedarf im 19. Jahrhundert stark an. Die Region Orava war eine Quelle für dieses Rohmaterial. Gleichzeitig stellte dieser Industriezweig in dieser Region eine der wenigen Erwerbsquellen dar. Bedingt durch die schlechte Infrastruktur konnten aber nur wenige Wälder der Region forstwirtschaftlich genutzt werden. Baumstämme, die in schwerer zu erreichenden Wäldern gefällt wurden, konnten nur durch Flößerei oder Pferdewagen abtransportiert werden. Diese Transportarten konnten die steigende Nachfrage nicht mehr bewältigen. Der Bau von Waldeisenbahnen stellte somit eine Alternative dar. Diese Bahnen waren nicht von Wetterbedingungen abhängig, die bei der Flößerei und auf den Wegen einen erheblichen Einfluss besaßen. Die schwierige Topographie der Region verlangte nach einer Schmalspurbahn, da dadurch die erforderlichen Kurvenradien verringert werden konnten. Gleichzeitig waren die langgezogenen Täler der Region prädestiniert für den Bau von Waldeisenbahnen.
Die Strecken der Waldbahn wurden zwischen 1915 und 1918 gebaut. Das Streckennetz ist durch das Zusammenlegen zweier getrennter Schienennetze, der Waldeisenbahnen Kysuce von Oščadnica nach Chmúra und Orava von Lokca nach Erdútka, im Jahre 1926 entstanden.

### Waldeisenbahn Kysuce
Die Waldeisenbahn Kysuce (slowakisch Kysucká lesná železnica (KLŽ)) bekam die Konzession zum Bau einer Waldeisenbahn von Krásno nad Kysucou nach Nová Bystrica im Jahre 1906. Diese Strecke wurde nie fertiggestellt. Die private Wiener Aktiengesellschaft kaufte im Jahre 1914 die Fällrechte im Flusstal der Bystrica von Graf Karolyi für die Dauer von 10 Jahren. Am 17. Dezember 1914 fand eine öffentliche Befragung über den Bau einer Schmalspurstrecke von Oščadnica durch das Bystrica-Tal nach Chmúra statt. Die Baugenehmigung für die Strecke wurde am 12. Mai 1915 erteilt. Am 7. Juli 1917 wurde die Betriebserlaubnis für den Betrieb auf der Strecke von Oščadnica nach Stará Bystrica (etwa 16 Kilometer) erteilt. Am 15. März 1918 wurde die Konzession für den nächsten Abschnitt von Stará Bystrica nach Nová Bystrica erteilt. Ab dem 15. Oktober 1918 wurde eine temporäre Betriebserlaubnis für den Streckenabschnitt nach Vychylovka und Harveľka erteilt.

### Waldeisenbahn Orava
Die Waldeisenbahn Orava (slowakisch Oravská lesná železnica (OLŽ)) bekam am 27. Juli 1918 die Betriebsgenehmigung für den ab April 1914 gebauten Streckenabschnitt. Dieser wurde vor allem von italienischen Gefangenen des Ersten Weltkrieges gebaut. Er besaß eine Länge von 23 km. Einschließlich Wendeanlagen und Abzweigen maß die Gesamtlänge sogar 41 km.

### Vereinigung der KLŽ und OLŽ
| Transportmengen | Holz in m³ |
| 1927            | 142.121    |
| 1956            | 160.000    |
| 1961            | 83.531     |
| 1966            | 53.407     |

Die Zusammenlegung erfolgte aufgrund der schlechten Anbindung der Waldeisenbahn Orava an das Normalspurnetz. Bis dahin mussten die gefällten Baumstämme auf dem Straßenweg über den Bergsattel Príslop gebracht oder über den Fluss Biela Orava geflößt werden. Die Waldeisenbahn Kysuce besaß dagegen einen Anschluss an das Normalspurnetz über eine Schleppbahn.
Bei dem Bau der 10,5 Kilometer langen Verbindungstrasse musste auf einer Strecke von 1,5 km ein Höhenunterschied von 217 Metern überwunden werden. In dem schwierigen Gelände war das nur durch den Einsatz von fünf Spitzkehren möglich. Das Hauptnetz der Waldeisenbahn betrug 61 Kilometer. Inklusive aller Nebenstrecken hatte das Netz eine Gesamtlänge von 110 Kilometern.
Die Strecke war bis zum Jahr 1969 in Betrieb.

## Museumsbahn
Die Erhebung der Eisenbahnstrecke zu einem technischen Kulturdenkmal im Jahr 1972 kam in letzter Minute. Somit konnten etwa acht Kilometer des insgesamt über 110 km langen Netzes vor dem Abbau gerettet werden. Die acht verbliebenen Kilometer beinhalteten die Strecke von Vychylovka (Ortsteil von Nová Bystrica) bis zur Station Chmúra, sowie den Abschnitt mit den technisch in Europa einmaligen Spitzkehren. Die Fahrzeuge waren hingegen fast vollständig verkauft worden.

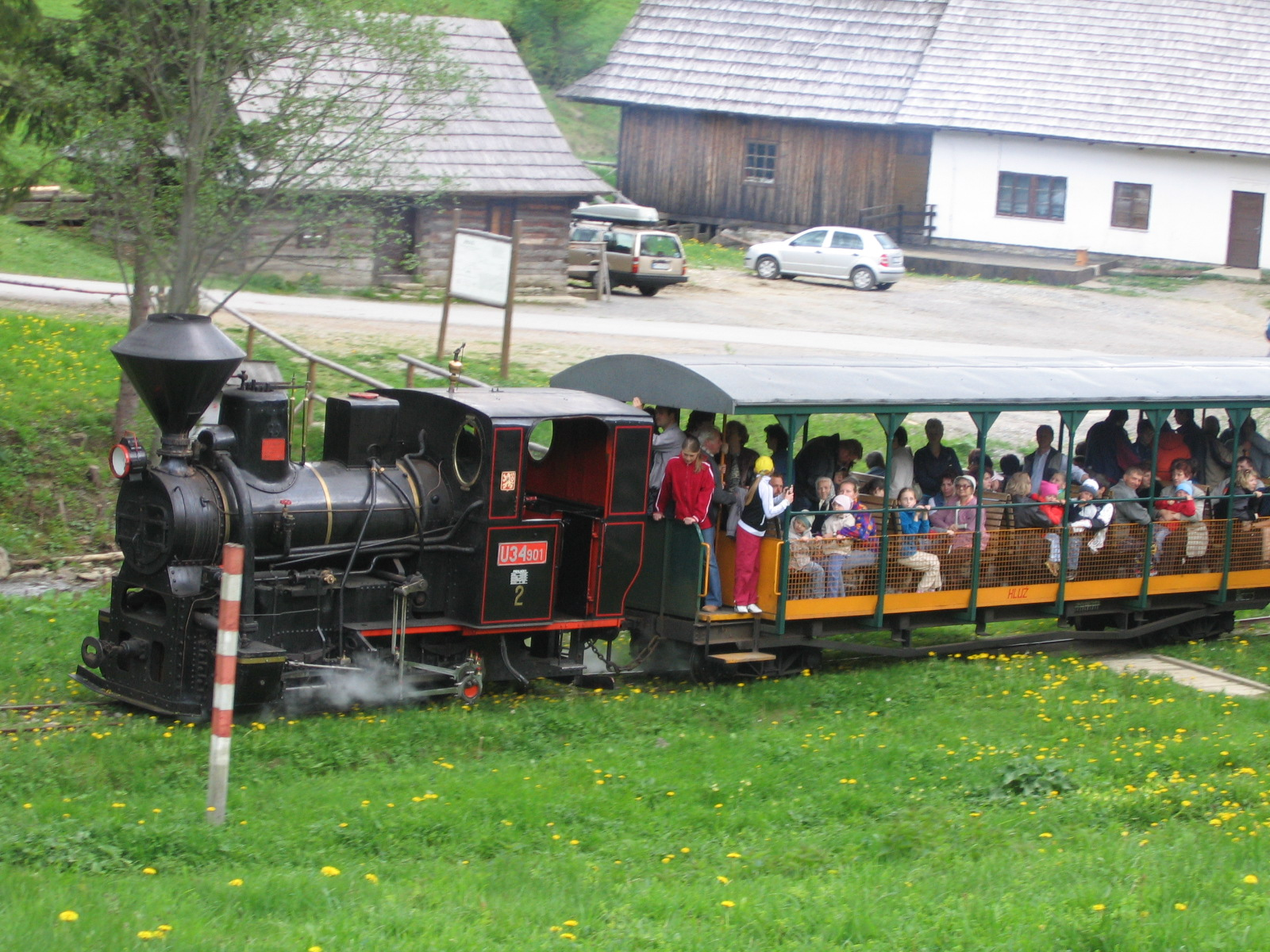
Touristischer Betrieb auf dem Abschnitt Skanzen-Chmúra (2006)

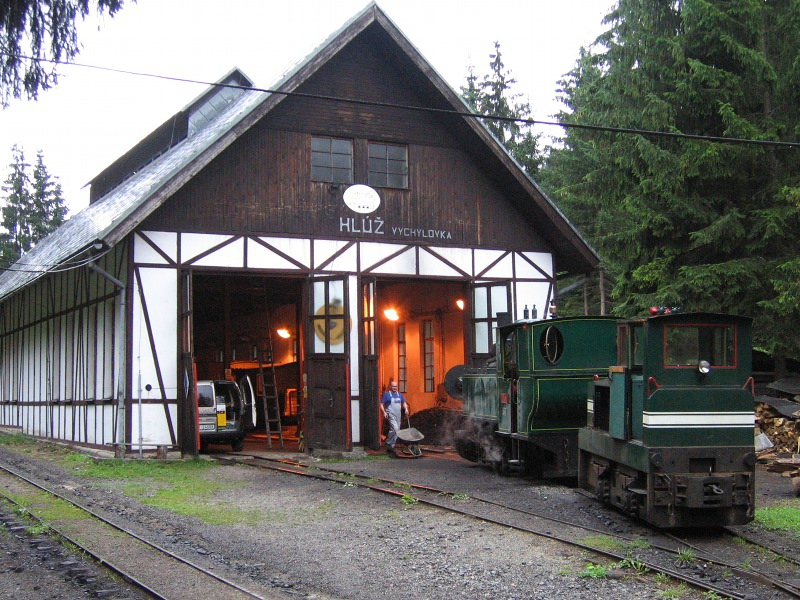
Depot im Museum

1974 übernahm das Kysuce-Museum in Čadca das Gelände der Eisenbahn mit der Intention, neben der Eisenbahnstrecke ein Freilichtmuseum mit typischen Gebäuden der Region zu errichten. Das Freilichtmuseum wurde gegründet, einerseits um die Eisenbahnstrecke und deren Betrieb als ein authentisches Objekt der Produktions-, Transport- und Technikgeschichte der Holzindustrie zu zeigen, und andererseits um die Geschichte der Bevölkerung der Region darzustellen. Zu diesem Zweck wurden zwischen den Jahren 1977 und 1981 2,7 Kilometer der zurückgebauten Strecke wieder aufgebaut. Hierbei konnte auf Schienenmaterial von anderen Waldbahnen der Slowakei zurückgegriffen werden. Zu dieser Zeit wurden Anstrengungen unternommen, den stark verkleinerten Fuhrpark der Bahn durch Ankauf von anderen Waldbahnen zu erweitern. In den 1980er-Jahren konnten mit Hilfe vieler Freiwilliger, welche die Strecke instand setzten, die ersten Testfahrten unternommen werden. Am 26. Juni 1988 brannte jedoch der Lokschuppen an der Station Skanzen nieder. Dieses Feuer brachte irreparable Schäden an den im Schuppen abgestellten Fahrzeugen.
Mit dem Status des Nationalen Kulturdenkmals, der Anfang des Jahres 1990 verliehen wurde, kam es zu einer Renaissance der Eisenbahnstrecke. Im Jahr 1991 – mit dem Antrag zur Aufnahme in das UNESCO-Weltkulturerbe – wurde die Eisenbahn in „Historische Spitzkehren-Waldeisenbahn“ (slowakisch Historická lesná úvratová železnica) umbenannt. Im August 1992 wurde zwischen dem Orava-Museum in Dolný Kubín und dem Kysuce-Museum in Čadca ein Abkommen über eine Erneuerung des erhaltenen Teils der Waldbahn in beiden Regionen (Orava und Kysuce) abgeschlossen. 1995 wurde der niedergebrannte Lokschuppen erneut aufgebaut. Zwischen den Jahren 1992 und 1995 konnte die Strecke zwischen Kubátkovia, Chmúra und Beskyd betriebsfähig gemacht werden. Ein Felssturz in der ersten Spitzkehre und Hochwasserschäden zwischen Kubátkovia und dem Museum warfen das Projekt zurück. Museumszüge verkehren deshalb nur auf Teilstrecken:
- von Skanzen bis zur ersten Spitzkehre als „Historická lesná úvratová železnica“
- zwischen Skanzen und Sedlo Beskyd über alle Spitzkehren mit einer Motordraisine
- im Abschnitt Tanecník - Sedlo Beskyd als „Oravská lesná železnica“ (seit Mai 2008)

Der durch ein Hochwasser beschädigte Abschnitt zwischen Kubátkovia und dem Museum wurde ab Juli 2021 für insgesamt 1,72 Millionen Euro wieder neu aufgebaut. Die Finanzierung der Arbeiten erfolgte mit Mitteln aus dem Programm Interreg Va Polen–Slowakei der Europäischen Union, den Eigenanteil übernahm der Žilinský kraj. Neu gebaut wurden neben dem Ober- und Unterbau die Brücken und die Station Kubátkovia. Ende Oktober 2022 war das Gleis fertiggestellt. Öffentlicher Verkehr ist ab der Saison 2023 geplant.

## Fahrzeugbestand
Lokomotiven:
- U 34.901 (MÁV 2282/09)
- U 45.901 (MÁV 4281/16)

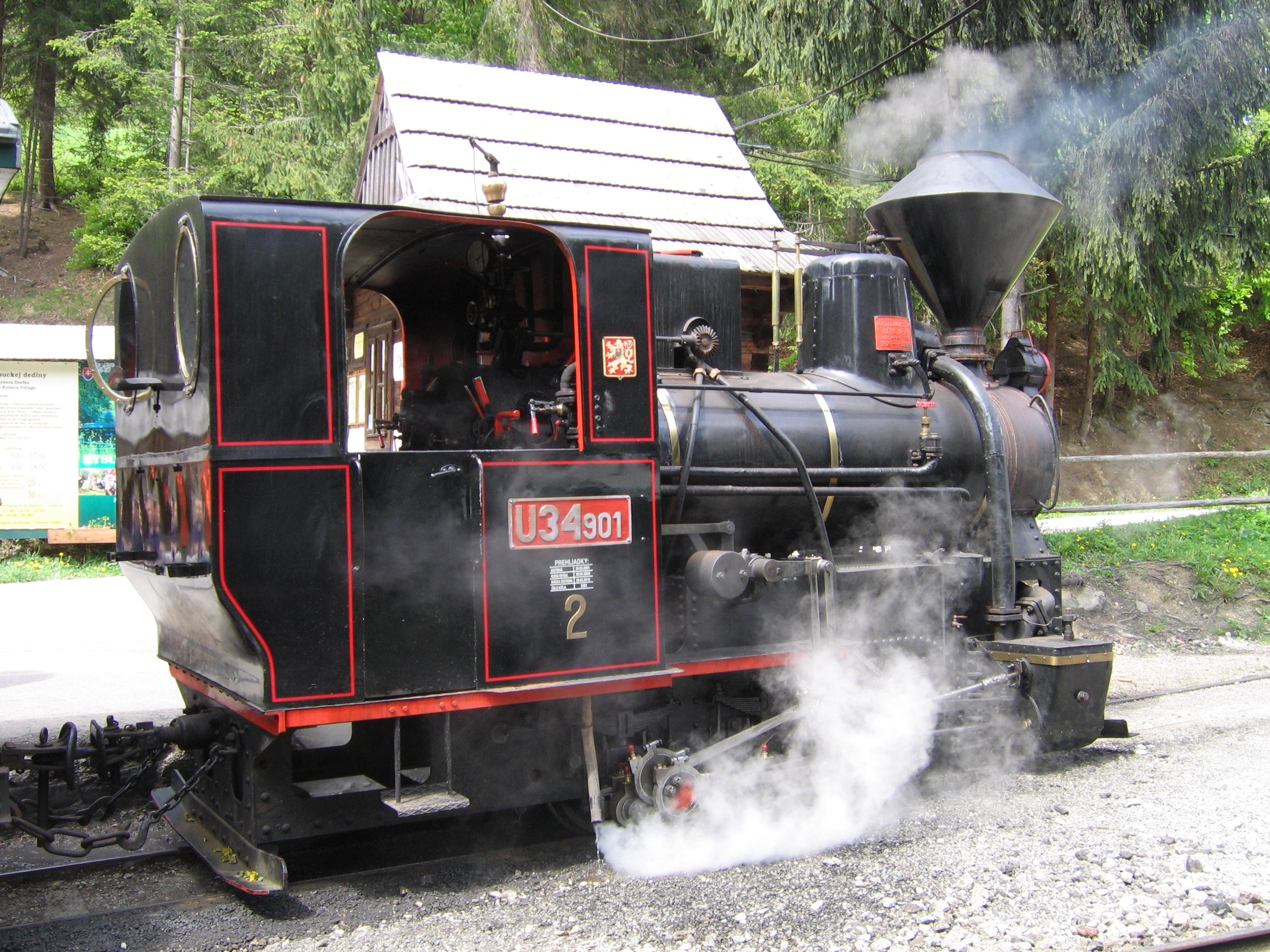
U 34.901
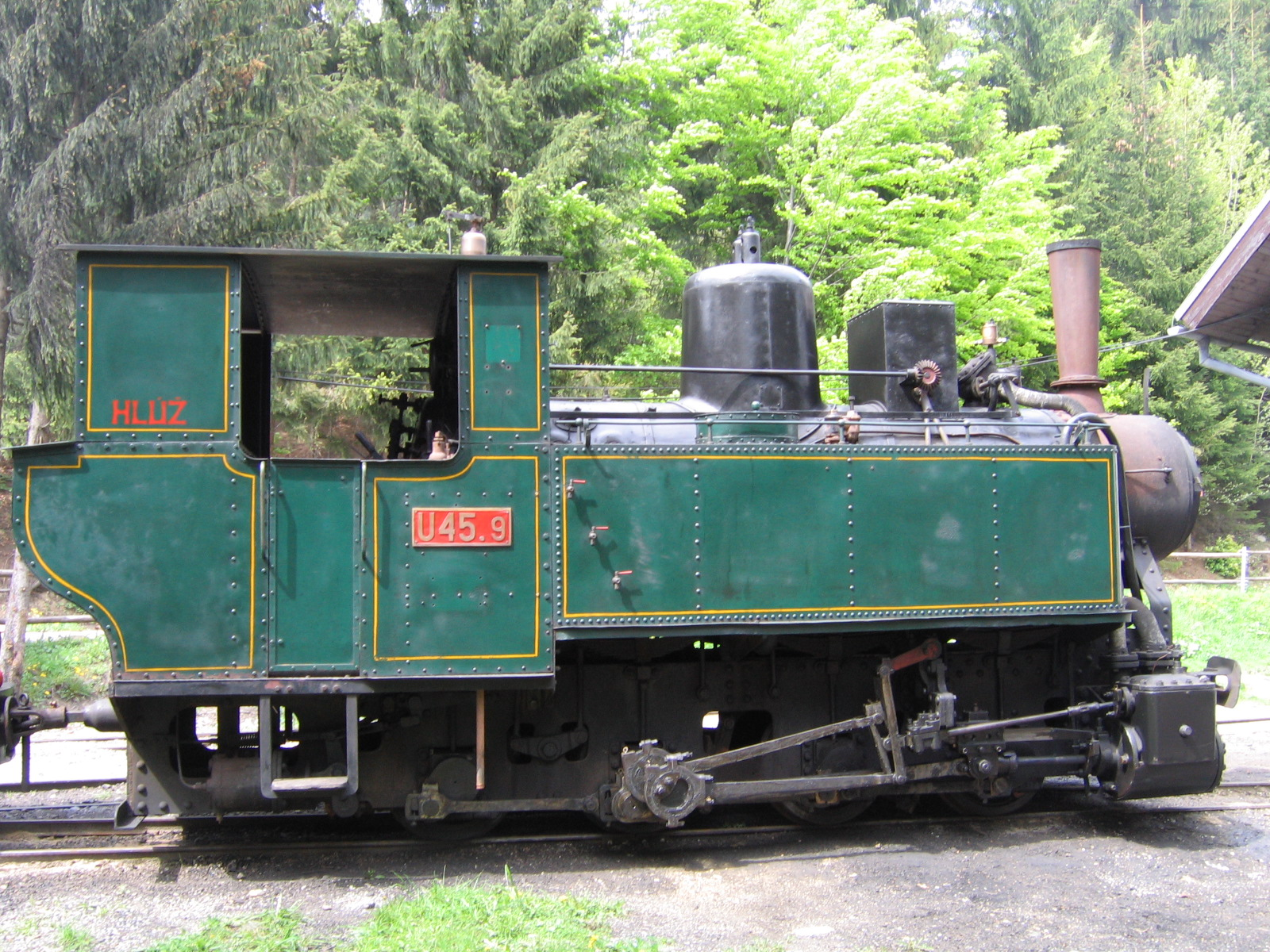
U 45.901
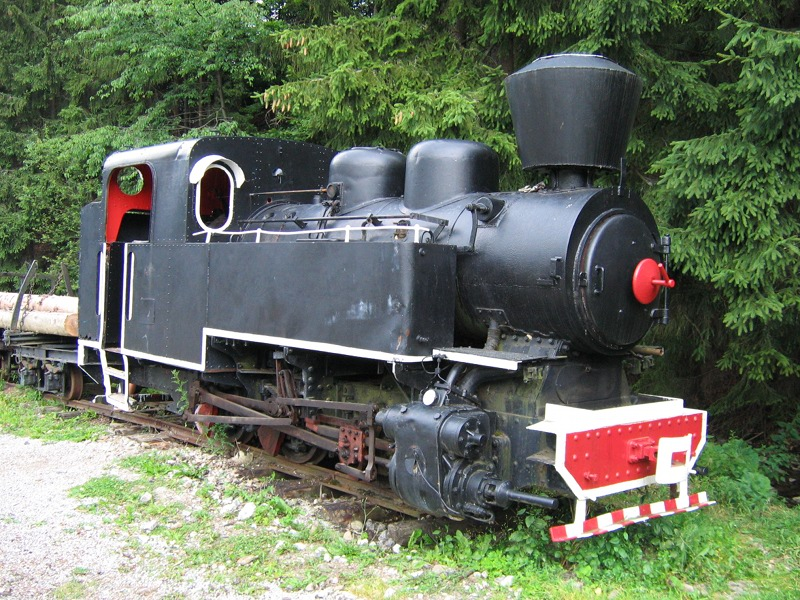
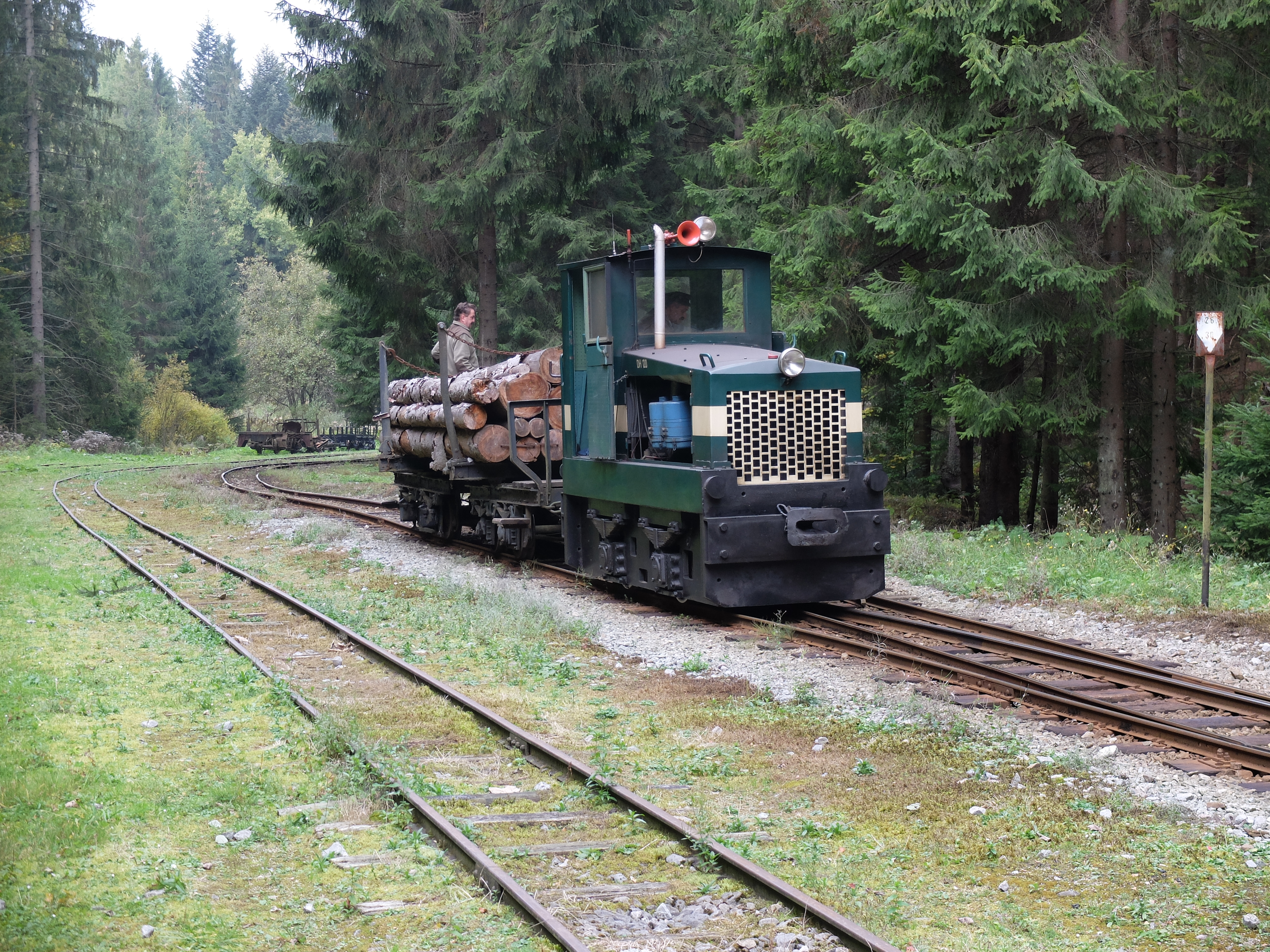
DH 120